# 临顿路
临顿路是中国江苏省苏州古城中部的一条南北向重要街道，西临临顿河,北到东北街、西北街，南到横贯苏州古城的干将路。与之交汇的重要街巷有谢衙前、白塔东路、白塔西路、旧学前、观前街、碧凤坊、蔡汇河头、颜家巷等。在临近观前街的醋坊桥一带较为繁盛。
苏州轨道一号线设有临顿路站。